# Бжозово-Велике
Бжозово-Велике (пол. Brzozowo Wielkie) — село в Польщі, у гміні Красне Пшасниського повіту Мазовецького воєводства.
Населення — 104 особи (2011).

## Демографія
Демографічна структура станом на 31 березня 2011 року:
|          | Загалом | Допрацездатний вік | Працездатний вік | Постпрацездатний вік |
| -------- | ------- | ------------------ | ---------------- | -------------------- |
| Чоловіки | 52      | 16                 | 29               | 7                    |
| Жінки    | 52      | 11                 | 29               | 12                   |
| Разом    | 104     | 27                 | 58               | 19                   |